# Treasure City
Treasure City è un paese nella Contea di White Pine, nello stato USA del Nevada, di cercatori d'oro inizialmente denominato Tesora fondato intorno al 1867 sul versante occidentale della Treasure Hill situata a circa 4 km da Hamilton.
La posizione geografica in cui sorgeva non era delle migliori tanto che fu necessario fornire acqua al villaggio trasportandola dalla vicina Hamilton.
Nonostante questo fra gli 800 e 1000 minatori vivevano in questo luogo già poco dopo la sua fondazione, infatti nonostante i disagi questo era il cuore della ricchezza minerale della regione.
La cittadina raggiunse i 6 000 abitanti e venne soprannominata a causa della sua posizione "la città sopra le nubi".
La penuria d'acqua indusse a realizzare delle costruzioni a prova di fuoco e poiché il materiale per tali abitazioni risultava abbondante, si cominciò a vedere un fiorire di stili costruttivi.
Con l'esaurirsi delle miniere la popolazione del paese cominciò velocemente a diminuire e già nel 1880 si contavano appena 44 persone ancora residenti e nel giro di pochissimi anni anche queste abbandonarono definitivamente Treasure City.
Nonostante il vento invernale e le temperature calde dell'estate, molte rovine rimangono tutt'oggi ancora in piedi in questa "città fantasma" (ghost town) a testimonianza di quella che fu una volta Treasure City.